# Eggenberg

Blasone di Giovanni Antonio I Eggenberg

Gli Eggenberg furono un'importante famiglia dell'aristocrazia austriaca, originaria di Graz, al Castello Eggenberg.

## Le origini
Il primo Eggenberg di cui si ha testimonianza è Ulrico, morto nel 1448, a cui segue il suo secondogenito Balthazar, morto nel 1493 a Graz, maestro di zecca dell'Imperatore Federico III, il primo a potersi fregiare di un emblema di famiglia.
La famiglia, grazie all'influenza ottenuta attraverso l'attività commerciale e di banchieri, ottenne nel 1598 il titolo baronale.
Forti creditori dell'Imperatore Ferdinando II, acquistarono il controllo di 15 signorie nel circondario di Graz, 3 nel circondario di Marburg (l'odierna Maribor), 7 nel circondario di Cilli (Celje), 9 nella Carniola compresa la Contea di Adelsberg (Postumia), nonché il Ducato boemo di Krummau (Český Krumlov), che abbracciava ben 300 località, dove si stabilirono dall'inizio della Guerra dei trent'anni.

## Il titolo principesco

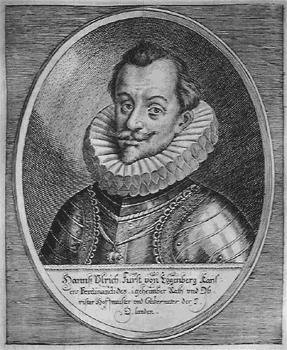
Giovanni Ulrico Eggenberg

Nel 1625 l'Imperatore elevò il Barone Giovanni Ulrico (1598-1634) alla dignità di Principe, senza dotarlo però del diritto di voto alla Dieta Imperiale, in quanto non ancora in possesso di un territorio direttamente soggetto all'Impero.
Gli succedette Giovanni Antonio I (1610-1649), che riuscì ad ottenere tale diritto acquistando la neonata Contea di Gradisca per una somma pari a 315.000 fiorini, utili alle spese militari per la Guerra dei Trent'anni, con la clausola di mantenere la fortezza efficiente nella sua funzione militare.
Il territorio, un ex Capitanato, era stato staccato dalla Contea di Gorizia ed elevato al rango di "Contea Principesca e Sovrana immediata dell'Impero".
Alla morte di Giovanni Antonio, la reggenza passò alla moglie Anna Maria, Margravia del Brandeburgo, come tutrice del patrimonio a nome dei due figli Giovanni Cristiano (1641 - 1710) e Giovanni Sigfrido (1644 - 1713).
Nel 1664, i fratelli vennero dichiarati maggiorenni con un decreto speciale dell'Imperatore, in modo da poter disporre subito dei loro beni.

## Potere bicefalo
Tra i due iniziò un forte dissidio per la divisione dell'enorme eredità paterna. Il compromesso, su interessamento dell'Imperatore, venne tuttavia raggiunto a Vienna il 27 marzo 1672.
Secondo l'accordo, al principe Giovanni Cristiano furono assegnati tutti i beni in Boemia, nell'Alta Austria e nella Bassa Austria, mentre al fratello minore spettarono quelli situati in Stiria e Carniola.
Per quanto riguarda lo "Stato sovrano" della Principesca Contea di Gradisca, fu stabilito che il principe Giovanni Cristiano dovesse gestirne da solo il governo dividendone però gli introiti in parti uguali ed utilizzando la seguente dicitura nei decreti e documenti:
(Noi Giovanni Cristiano in nostro nome e per quello di nostro fratello il Signor Gio. Sigfrido di Eggenberg Liebden ecc)
Alla morte dei due fratelli, la dinastia continuò con Giovanni Antonio II (morto nel 1716, figlio di Giovanni Sigfrido, e con suo figlio Giovanni Cristiano II, che morì a soli tredici anni nel 1717.
Con lui si estinse la nobile casata e Gradisca tornò all'Impero, dotata di prestigio e ricchezze di molto superiori a quelli di settant'anni prima.

## Il buon governo
Il governo Eggenberg fu particolarmente illuminato, infatti dotò la Contea Principesca, pur non avendovi mai soggiornato, di un proprio governo, proprie leggi e ordinamenti (le Convenzioni Gradiscane) e di una propria moneta (il Tallero di Gradisca). Inoltre, l'era degli Eggenberg portò alla città un notevole sviluppo urbanistico e commerciale che diede origine a un importante aumento demografico.
Nel 1754 la Contea di Gradisca cessò di esistere, ma non fu lo stesso per il titolo di Principe, che venne mantenuto nel nome della nuova formazione statale: la Contea Principesca di Gorizia e Gradisca.
Krummau invece passò nelle mani di un'altra dinastia, gli Schwarzenberg.

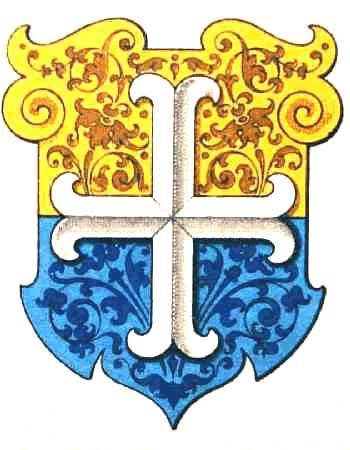
Blasone della Contea di Gradisca

## Titoli nobiliari
- Principe del Sacro Romano Impero di Eggenberg
- Duca di Krummau
- Principe-Conte di Gradisca
- Conte di Adelsberg
- Signore di Aquileja

## Principi di Eggenberg (1623)
- Giovanni Ulrico 1623-1634, I principe di Eggenberg
- Giovanni Antonio I 1634-1649, II principe di Eggenberg
- Giovanni Cristiano I (1649-1710), III principe di Eggenberg
- Giovanni Sigfredo (1710-1713), IV principe di Eggenberg
- Giovanni Antonio II (1713-1716), V principe di Eggenberg
- Giovanni Cristiano II (1716-1717), VI principe di Eggenberg

## Curiosità
- Un birrificio ceco (Pivovar Eggenberg), fondato nel 1560 e tuttora attivo con sede a Český Krumlov, porta il nome della dinastia e produce una birra che porta il loro stesso nome (Birra Eggenberg).[1]